# Teddy Sears
Pour les articles homonymes, voir Sears (homonymie).
Edward M. "Ted" Sears est un acteur américain né le 6 avril 1977 à Washington. Il joue dans les séries Masters of Sex et  The Flash .

## Jeunesse
Sears est né à  Washington, D.C et a grandi à Chevy Chase (Maryland) dans une famille très unie dont on peut remonter la lignée jusqu'en 1630 à Plymouth (Massachusetts). Il était lycéen à la Landon School à Bethesda, MD. Au lycée, il est capitaine de l'équipe de football américain et reçoit les honneurs de l'État pour son poste d'ailier, ainsi qu'une place dans le top 10 national au 100 mètres brasse. Sears fait partie de l'équipe de football américain de l'Université du Maryland, poursuivant la tradition familiale d'excellence athlétique inspirée par son grand-père qui a remporté la médaille d'or aux Jeux olympiques de 1912 en tir au pistolet et par sa tante, médaillée de bronze Jeux Olympiques d'été de 1956 au 100 mètres papillon Sears étudie ensuite à Université de Virginie dont il sort diplômé en business management en 1999.

## Carrière
La carrière de Sears en business management est perturbée dès son arrivée à New York à la suite de l'obtention de son diplôme. Après sa première audition, il obtient un contrat de deux ans pour un rôle dans la série On ne vit qu'une fois. Puis, après plusieurs apparitions dans la franchise New York, police judiciaire et dans Whoopi, il décide de s'inscrire dans un cursus de deux ans en arts dramatiques avec un des meilleurs professeurs de New York, William Esper. Ces études le mènent vers la comédie, dans le Late Show with David Letterman et la Late Night with Conan O'Brien. Sears tourne dans son premier film en studio à la suite de son passage à Los Angeles  pour un autre projet.
Il est co-acteur principal de la série inédite de la TNT, Raising the Bar : Justice à Manhattan, dans laquelle il joue le rôle de l'avocat commis d'office Richard Patrick Woolsley.
Sears apparaît dans la série de Joss Whedon, Dollhouse, dans le film inédit de Lifetime, La Double Vie de Samantha (The Client List), et dans le rôle de Thomas Cole dans The Defenders.
En 2013, il rejoint le casting de la série de Showtime, Masters of Sex, traitant des recherches de William Masters et Virginia Johnson.
En 2015, il intègre la serie de la CW,  The Flash  ,en incarnant l'antagoniste principal de la saison 2 Hunter Zolomon alias Zoom .Il reprendra son rôle de Zoom dans la saison 9 en 2023
Puis apparaît dans la saison 11 de Chicago fire

## Vie privée
Teddy Sears s'est marié avec l'actrice Milissa Skoro, le 5 octobre 2013.

## Filmographie

### Cinéma
- 2001 : Chungkai, le camp des survivants : Paratrooper
- 2005 : The Legacy of Walter Frumm : Stephen
- 2005 : In Between : Ken
- 2007 : I'm Paige Wilson : Lyle Trillon
- 2007 : Fugly : Blake
- 2007 : Firehouse Dog : Terrance Kahn
- 2008 : Os Desafinados : Cool New Yorker
- 2009 : A Single Man : Mr. Strunk
- 2009 : You're the dead! : Evan Carrington
- 2016 : Ma vie de chat :  Josh

### Court-métrage
- 2006 : Cosa Bella : Husband

### Télévision

#### Téléfilms
- 2010 : Backyard Wedding : Evan Slauson
- 2010 : La Double Vie de Samantha : Rex Horton
- 2012 : L'Intouchable Drew Peterson : Mike Adler
- 2017 : Un Festival Pour Noël : Ryan Bellamy
- 2019 : Le Calendrier secret de Noël : Ryan Bellamy

#### Séries télévisées
- 2001 : Sex and the City : "Fashion show guy"
- 2001 : On ne vit qu'une fois : Chad Bennett
- 2003 : New York, unité spéciale : Josh Sanford
- 2004 : Whoopi : Waiter
- 2004 : New York, section criminelle : Teddy
- 2005 : Late Show with David Letterman : Blind Justice
- 2005 : Late Night with Conan O'Brien : High-definition Conan
- 2005 : Late Show with David Letterman : Batman
- 2006 : Justice : Greg Hall
- 2006 : Studio 60 on the Sunset Strip : Darren Wells
- 2006 : Ugly Betty : Hunter
- 2006 : Les Experts : Miami : Peter Kinkella
- 2007 : Raines : Mitchell Parks
- 2007 : Big Love : Greg Samuelson
- 2007 : Mad Men : Kicks Matherton
- 2008 : Carpoolers : Handsome man
- 2008 : Las Vegas : Brian O'Toole
- 2008 : Leçons sur le mariage : Drake
- 2008 : Raising the Bar : Justice à Manhattan : Richard Patrick Woolsley
- 2008 : Samantha qui ? : Brad
- 2009 : Dollhouse : Mike
- 2010 : New York, unité spéciale : Executive A.D.A. Garrett Blaine
- 2010 : The Defenders : ADA Thomas Cole
- 2011 : US Marshals : Protection de témoins : Tom Kulpak
- 2011 : La Diva du divan : Bobby Caldwell
- 2011 : Torchwood : Le Jour du Miracle : Blue-eyed Man
- 2011 : American Horror Story : Patrick
- 2011 : Blue Bloods : Sam Croft
- 2011 : Rizzoli et Isles : Rory Graham
- 2012 : La Loi selon Harry : Alan Bagley
- 2012 : 666 Park Avenue : Detective Hayden Cooper
- 2013 : Masters of Sex : Dr. Austin Langham
- 2015 : Flash : Jay Garrick, le faux Flash (Terre-II) / Zoom
- 2017 : 24h Chrono - Legacy : Keith Mullins, directeur de la Cellule anti-terroriste
- 2018 : Timeless : Lucas Calhoun
- 2018 : Chicago Fire : Kyle Sheffield (aumônier)
- 2019 : The Politician : William
- 2021 : Swat : Tripp
- 2022 : American Horror Stories : Jeffrey (saison 2, épisode 8)

## Voix françaises
En France, Sylvain Agaësse, est la voix française régulière de Teddy Sears. Emmanuel Lemire,  l'a doublé à trois reprises.
En France
| - Sylvain Agaësse, dans : - American Horror Story (série télévisée) - Blue Bloods (série télévisée) - La Loi selon Harry (série télévisée) - 666 Park Avenue (série télévisée) - Curve - 24 Heures : Legacy (série télévisée) - The Politician (série télévisée) - Emmanuel Lemire, dans (les séries télévisées) : - Flash - Timeless - Chicago Fire - Constantin Pappas, dans : - Ugly Betty (série télévisée) - L'Intouchable Drew Peterson (téléfilm) - Damien Ferrette dans (les séries télévisées) : - Big Love - Brilliant Minds - Jean-Pascal Quilichini, dans : - The Defenders (série télévisée) - La Double Vie de Samantha (téléfilm) | et aussi - Emmanuel Curtil dans Les Experts : Miami (série télévisée) - Benoît DuPac dans Studio 60 on the Sunset Strip (série télévisée) - Mathias Casartelli dans Rex, chien pompier - Philippe Valmont dans Mad Men, (série télévisée) - Mathieu Moreau dans Raising the Bar : Justice à Manhattan (série télévisée) - Pascal Grull dans Dollhouse (série télévisée) - Alexis Victor dans New York, unité spéciale (série télévisée) - Anatole de Bodinat dans Mon ex-futur mari - Arnaud Arbessier dans Rizzoli and Isles, (série télévisée) - David Manet dans Masters of Sex (série télévisée) - Gilduin Tissier dans American Crime Story (série télévisée) |